# Городище (Майкорское сельское поселение)
Городище — опустевшая деревня в Юсьвинском муниципальном округе Пермского края России.

## Географическое положение
Деревня расположена в восточной части Юсьвинского муниципального округа к югу от реки Иньва на расстоянии около 5 километров по прямой на юг-юго-восток от села Они. 

## История
До 2020 года входила в состав Майкорского сельского поселения Юсьвинского района.     

## Климат
Климат умеренно-континентальный. Средняя температура июля +17,7°С, января –15,8°С. Среднегодовое количество осадков составляет 664 мм, причем максимальное суточное количество достигает 68 мм, наибольшая высота снежного покрова 66-93см. Средняя температура зимой  (январь)- 15,8°С (абсолютный минимум - 53°С), летом (июль)+ 17,7 °С (абсолютный максимум + 38°С). Заморозки в воздухе заканчиваются в III декаде мая, но в отдельные годы заморозки отмечаются в конце апреля или начале июня. Осенние заморозки наступают в первой-начале второй декаде сентября. Средняя продолжительность безморозного периода 100 дней.

## Население
Постоянное население составляло 4 человек (100% русские) в 2002 году,  0 человек в 2010 году.    